# Lydia Lei
Lydia Lei (* 15. Oktober 1952; auch Lydia Lei Kayahara) ist eine US-amerikanische Schauspielerin, die in den 1970er und 1980er Jahren aktiv war.

## Leben
Lei wurde 1952 in den Vereinigten Staaten geboren. Über ihren privaten Hintergrund ist öffentlich wenig bekannt.
Ihr Debüt vor der Kamera hatte sie 1973 in der Fernsehserie Hawaii Fünf-Null, in der sie von 1973 bis 1978 – als Lydia Lei Kayahara – zu sehen war.
Ab Mitte der 1970er-Jahre spielte sie in zahlreichen Film- und Fernsehproduktionen, darunter in den Spielfilmen Auf dem Highway ist wieder die Hölle los, Hammett und Dr. Detroit, in der Fernsehserie Drei Engel für Charlie sowie in wiederkehrenden Rollen in der fünf Episoden umfassenden Folge A Love Affair von Romance Theatre im Jahr 1982 und von 1984 bis 1985 in Die Fälle des Harry Fox als Allison Ling, an der Seite von Jack Warden, John Rubinstein, Penny Peyser und Robby Kiger; in der zweiten Staffel wurde sie durch Rue McClanahan ersetzt.
Eine letzte Rolle vor der Kamera hatte sie 1988 im Fernsehfilm Ein altgedienter Profi.
Im deutschen Sprachraum wurde Lei unter anderem von Andrea Aust, Alexandra Lange, Marianne Lutz und Sabine Sebastian synchronisiert.

## Filmografie (Auswahl)
- 1973–1978: Hawaii Fünf-Null (Fernsehserie)
- 1977: Drei Engel für Charlie (Fernsehserie)
- 1978: Lou Grant (Fernsehserie)
- 1978: Wolfsmond (Fernsehfilm)
- 1980: Archie Bunker’s Place (Fernsehserie)
- 1981: Inchon
- 1981: Bret Maverick (Fernsehserie)
- 1982: Nachtratten
- 1982: Hammett
- 1982: Cassie & Co. (Fernsehserie)
- 1982: Frank Buck – Abenteuer in Malaysia (Fernsehserie)
- 1982: Romance Theatre (Fernsehserie)
- 1983: Inspector Perez (Fernsehfilm)
- 1983: Dr. Detroit
- 1984: Das A-Team (Fernsehserie)
- 1984: Auf dem Highway ist wieder die Hölle los
- 1984–1985: Die Fälle des Harry Fox (Fernsehserie)
- 1988: Ein altgedienter Profi (Fernsehfilm)